# روغن‌ماهیان شاخک‌دار
روغن‌ماهیان شاخک‌دار(نام علمی: Phycidae) نام یک تیره از راسته روغن‌ماهی‌سانان است.